# Przedstawiamy Feeblesów
Przedstawiamy Feeblesów (ang. Meet the Feebles) – czarna komedia produkcji nowozelandzkiej z 1989 roku, reżyserowana przez Petera Jacksona. Premiera w Nowej Zelandii miała miejsce 8 grudnia 1989 roku.

## Fabuła
W filmie występują różnorodne postaci zwierząt (kukiełki oraz ludzie w przebraniu), przez co budzi skojarzenie z muppetami. W odróżnieniu od lalek Jima Hensona kukiełki zachowują się tu bardzo nieprzyzwoicie. Groteskowa i absurdalna akcja pozwala jednak poruszyć poważne problemy, takie jak AIDS, otyłość czy narkomania.
Pojawia się kilka powiązanych ze sobą wątków skupionych wokół postaci należących do grupy teatralnej Feeblesów. Główny dotyczy pulchnej hipopotamicy Heidi, będącej popularną aktorką. Obrażana przez szczura Trevora, skarży się morsowi Bletchowi, swemu szefowi i kochankowi, który z kolei zdradza ją z kocicą Samanthą. Jeż Robert, który jest nowym członkiem grupy, zakochuje się w pudlicy Lucille. Trevor natomiast chce ją zaangażować do filmu sado-maso. Ukazane są też perypetie m.in. królika-seksoholika Harry'ego oraz weterana wojny wietnamskiej żaby Wynyarda.

## Obsada
Na podstawie Filmwebu:

- Mark Hadlow – hipopotamica Heidi / jeż Robert / buldog Barry (głos)
- Danny Mulheron – hipopotamica Heidi (postać)
- Stuart Devenie – lis Sebastian / kaczka Dr Quack / krowa Daisy / kura Sandy (głos)
- Brian Sergent – żaba Wynyard / szczur Trevor / mucha (głos)
- Peter Vere-Jones – mors Bletch / robak Arthur (głos)
- Mark Wright – słoń Sid / karaluch / pies Louie / ryba (głos)
- Donna Akersten – pudlica Lucille / kocica Samantha / owca (głos)
- Ross Jolly – zając Harry / mrównik Dennis / akrobata Abi / pekińczyk / goffery wietnamskie (głos)

## O filmie
Film, przeznaczony dla dorosłej widowni, nie odniósł sukcesu komercyjnego, ale zdobył sympatię miłośników obscenicznego humoru. Jako drugi film fabularny Jacksona, po Złym smaku (1987), reklamowany był sloganem:  „Twórcy Złego smaku pojawiają się z filmem w ogóle bez smaku”. W serwisie Rotten Tomatoes film ma wynik 71%.